# Tom Pelphrey
Thomas J. Pelphrey, detto Tom (Howell, 28 luglio 1982), è un attore statunitense.
È noto principalmente per l'interpretazione di Jonathan Randall nella celebre soap opera statunitense Sentieri, per il ruolo di Ben Davis in Ozark, di Kurt Bunker nella serie tv Banshee - La città del male e per quello di Ward Meachum in Marvel's Iron Fist.
È fidanzato ufficialmente con l'attrice Kaley Cuoco da cui ha avuto una figlia nel marzo 2023. 

## Filmografia parziale

### Attore

#### Cinema
- Sam - Un amore inaspettato (Sam), regia di Nicholas Brooks (2017)
- Crazy Alien, regia di Ning Hao (2019)
- Mank, regia di David Fincher (2020)
- Jill, regia di Stephen Michael Hayes (2021)
- Anche io (She Said), regia di Maria Schrader (2022)

#### Televisione
- Così gira il mondo (As the World Turns) – serial TV, 26 puntate (2009-2010)
- Law & Order - Unità vittime speciali (Law & Order: Special Victims Unit) – serie TV, episodi 11x09-17x20 (2009-2016)
- The Good Wife – serie TV, episodio 1x18 (2010)
- Body Of Proof – serie TV, episodio 1x04 (2011)
- Blue Bloods – serie TV, episodio 2x11 (2011)
- Banshee - La città del male (Banshee) – serie TV, 15 episodi (2015-2016)
- Banshee: Origins – serie TV, episodio 4x02 (2017)
- Chicago P.D. – serie TV, episodio 4x15 (2017)
- Iron Fist (Marvel's Iron Fist) – serie TV (2017-2018)
- Blindspot – serie TV, episodio 4x15 (2019)
- Ozark  - serie TV, 11 episodi (2020-2022)
- Outer Range - serie TV, 8 episodi (2022)
- Love & Death, regia di Lesli Linka Glatter e Clark Johnson – miniserie TV, 7 puntate (2023)
- Un uomo vero - miniserie TV, 6 episodi (2024)

### Doppiatore

#### Videogiochi
- Homefront (2010)

## Doppiatori italiani
Nelle versioni in italiano delle opere in cui ha recitato, Tom Pelphrey è stato doppiato da:
- Marco Vivio in The Good Wife, Banshee - La città del male
- Stefano Crescentini in Ozark, Un uomo vero
- Claudio Colombo in Sentieri
- Corrado Conforti in Ghost Whisperer - Presenze
- Massimo De Ambrosis in CSI: Miami
- Andrea Mete in Iron Fist
- Edoardo Stoppacciaro in Mank
- Roberto Palermo in Outer Range
- Lorenzo Scattorin in Homefront
- Francesco Prando in Love & Death